# Croce del Katanga
La Croce del Katanga, chiamata anche handa, è una antica moneta a forma di croce in rame solitamente di 20 cm di grandezza e pesante un kg.

## Storia
Questa moneta veniva solitamente utilizzata come valuta in territori, che adesso sono parte della Repubblica Democratica del Congo, nel XIX secolo sino agli inizi del XX. Il nome deriva dalla regione del Katanga, un territorio ricco di miniere di rame nel sud-est del paese.
Questi lingotti a forma di X erano fusi dai locali fabbri del rame. Erano prodotte con il processo di colata in sabbia.

## Valore originale
Una Croce del Katanga poteva essere utilizzata per acquistare circa 10 kg di farina, cinque o sei galline o sei accette; con dieci si poteva comprare un fucile.

## Uso moderno

Bandiera del Katanga.
Stato del Katanga, 1960-1963, e comunemente della Provincia di Katanga.

Nel 1960, il Katanga provincia del Congo-Leopoldville dichiarò l'indipendenza. Tre Croci del Katanga rosse furono poste nella parte bassa della bandiera del neonato stato. Questa bandiera, nonostante il fallimento della secessione, è usata comunemente dalla Provincia di Katanga. L'apposizione delle croci sulla bandiera fu un omaggio ed un richiamo alle tradizioni ed alla cultura dell'area.